# Graphe régulier
En théorie des graphes, un graphe régulier est un graphe où tous les sommets ont le même nombre de voisins, c'est-à-dire le même degré ou valence. Un graphe régulier dont les sommets sont de degré {\displaystyle k} est appelé un graphe {\displaystyle k}-régulier ou graphe régulier de degré {\displaystyle k}.

## Exemples
Un graphe 0-régulier est un ensemble de sommets déconnectés; un graphe 1-régulier a un nombre pair de sommets et est un ensemble d'arêtes déconnectées ou couplage ; enfin, un graphe 2-régulier est un ensemble de cycles déconnectés. Un graphe 3-régulier est aussi appelé graphe cubique.

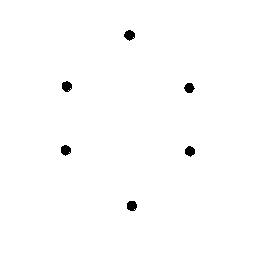
graphe 0-régulier
graphe 1-régulier
graphe 2-régulier
graphe de Petersen (graphe cubique particulier)
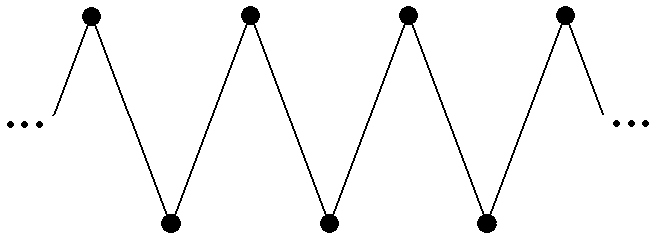
graphe infini 2-régulier

## Graphes fortement réguliers
Un graphe fortement régulier est un graphe régulier où chaque paire de sommets adjacents a le même nombre {\displaystyle l} de voisins en commun et où chaque paire de sommets non-adjacents a le même nombre {\displaystyle n} de voisins en commun. Les plus petits graphes qui sont réguliers sans être fortement réguliers sont le graphe cycle et le graphe circulant, tous deux à 6 sommets. Le graphe complet {\displaystyle K_{m}} est fortement régulier pour tout {\displaystyle m}

## Existence
Une condition nécessaire et suffisante pour l'existence d'un graphe {\displaystyle k}-régulier à {\displaystyle n} sommets est que {\displaystyle nk} soit pair et que {\displaystyle n\geq k+1}.

## Propriétés
Un théorème de Crispin Nash-Williams affirme que tout graphe {\displaystyle k}-régulier ayant {\displaystyle 2k+1} sommets admet un cycle hamiltonien.
Soit {\displaystyle A} la matrice d'adjacence du graphe. Le graphe est régulier si et seulement si {\displaystyle {\begin{bmatrix}1\\\vdots \\1\end{bmatrix}}} est un vecteur propre de {\displaystyle A}. Lorsque c'est un vecteur propre, il correspond à une valeur propre qui est égale au degré du graphe.

## Aspects algorithmiques

### Optimisation combinatoire
De nombreux problèmes de graphes sont difficiles même si l'on se restreint à la classe des graphes réguliers. Plus précisément, la coloration, le problème du voyageur de commerce et le problème du stable maximum sont NP-difficiles pour les graphes réguliers et même pour les graphes k-réguliers avec k fixé.
Par contre le  problème de l'isomorphisme de graphes peut être décidé en temps polynomial sur les graphes de degré borné, par exemple les graphes réguliers.

### Génération
Des graphes réguliers peuvent être générés en utilisant le logiciel GenReg.